# Paul Krumpe
Paul Krumpe, né le 4 mars 1963 à Torrance en Californie, est un ancien joueur international américain de soccer ayant évolué au poste de défenseur, avant de devenir entraîneur.

## Biographie

### Carrière de joueur

#### Carrière en sélection
Avec l'équipe des États-Unis, il joue 25 matchs (pour un but inscrit) entre 1986 et 1991. Il figure notamment dans le groupe des sélectionnés lors de la Coupe du monde de 1990.
Il participe également aux Jeux olympiques de 1988. Lors du tournoi olympique, il joue trois matchs : contre l'Argentine, la Corée et enfin l'URSS.